# Mia Fridthjof
Mia Haarup Hagner Fridthjof (født 29. oktober 1979) er en dansk filminstruktør og manuskriptforfatter. 
Hun har skrevet og instrueret børneanimationsfilmen og tv-serien "Lotte & Totte" der er inspireret af de populære børnebøger af Gunilla Wolde. Filmen kommer i de danske biografer i sommerferien 2025.
Hun danner til dagligt par med den danske filmproducent Ronnie Fridthjof med hvem hun har 3 børn.